# Chris Rankin
Chris Rankin är en skådespelare, född 8 november 1983 i Auckland i Nya Zeeland, som är mest känd för sin roll som Percy Weasley i Harry Potter-filmerna.

## Biografi
Chris Rankin föddes i Nya Zeeland och bodde i Rothesay Bay i sex år, då han började på Kristin School i Albany. Sedan flyttade han och hans familj till Norfolk i Storbritannien, där han fortfarande bor. Han gick i Primary School, Northgate High School samt Dereham Sixth Form College. Rankin har verkat som professionell skådespelare sedan september 2000 och har medverkat i en ansenlig samling film, TV och teater. I Harry Potter-serien spelar han Ron Weasleys storebror Percy. Rankin har även medverkat i tv-serien The Rotters' Club.

## Filmografi
| År   | Titel                                   | Roll          |
| ---- | --------------------------------------- | ------------- |
| 2001 | Harry Potter och de vises sten          | Percy Weasley |
| 2002 | Harry Potter och Hemligheternas kammare | Percy Weasley |
| 2004 | Harry Potter ch fången från Azkaban     | Percy Weasley |
| 2005 | The Rotters' Club                       |               |
| 2006 | Explode, Chapter Two: Into the Fold     | Chris Haines  |
| 2007 | Harry Potter och Fenixorden             | Percy Weasley |
| 2011 | Harry Potter och dödsrelikerna del 2    | Percy Weasley |